# Isabella Heseltine
Isabella Heseltine (Roma) és una empresària hostelera italiana fundadora del grup Isabella's.
El 2025 fou inclosa a la llista Forbes de les 100 dones més influents de Catalunya.
És filla de diplomàtics. Quedà òrfena de ben petita i aprengué a cuinar veient a la seva cuidadora. Es casà el 1986 amb Joaquin Garí amb qui tingué dos fills, Marco i Valentina.